# Panagaeini
Tribu
Synonymes
- Panagaeides Bonelli, 1810
- Teflini Basilewsky

Les Panagaeini sont une tribu de coléoptères de la famille des carabidae et de la sous-famille des Panagaeinae.
Note: Wikispecies considère que la tribu appartient à la sous-famille des Harpalinae de la super-tribu des Chlaeniitae.

## Sous-tribus
- Bascanina Basilewsky, 1953
- Panagaeina Bonelli, 1810